# Flame
Flame（フレイム）とは、中国のT2Mobileによって開発されたFirefox OS搭載の開発者向け端末である。

## 概要
Mozillaは5月に販売予告をした後、7月28日に発売する事を公表した。
ハードウェアにはFirefox OS 1.3を搭載しており、SIMフリー仕様となっている。リファレンス端末のため、ブートローダーがデフォルトで解除されており、ユーザーがビルドしたソフトウェアを導入する事が可能になっている。
また2014年7月時点で22か国語に対応するが、日本語には非対応である。また、FMラジオ機能が搭載されているが、こちらも標準ビルドでは日本国内のFMラジオに非対応である。

## 技適マークの誤記載による回収
発売直後の7月31日、ユーザーからの指摘により日本国内向け出荷分には技適マークの表示に誤りがあることが判明した。Flame当該製品自体は法令の技術基準に適合しており、機能・性能・安全性などに問題はないとしているが、法令に規定された表示を行わなければ利用者が電波法違反となるため、中国T2Mobileは8月4日にリコールを発表し、購入者に対し製品の回収を呼びかける事態となった。